# 広島工業短期大学
広島工業短期大学（ひろしまこうぎょうたんきだいがく、英語: Hiroshima Technical College）は、広島県佐伯郡五日市町（現 広島市佐伯区）に本部を置いていた私立短期大学である。1961年に設置され、1965年に廃止された。

## 概要

### 大学全体
- 学校法人鶴学園により1961年[3]に開学した、私立短期大学。
- 当初は1学科体制単科短大だったが、新設された翌年に１学科を新設し、2学科体制[4]となる。
- しかし、予て設置計画していた四年制大学への水増しが実現されたため[5]、短期大学の学生募集は僅か2年度分、僅か4年で短期大学としての使命を終えた。

### 教育および研究
- 各学科の科目は右記を参照[6]。

## 沿革
- 1956年 - 鶴襄が広島市西蟹屋町に広島高等電波学校（各種学校）を創立[7]。
- 1958年
  - 2月17日 - 学校法人鶴学園の設立が認可される[8]。
- 1958年 - 広島電波工業高等学校（現在の広島工業大学高等学校）開校
- 1961年
  - 3月10日 - 短期大学の設置が認可される[9]。
  - 4月1日 - 広島工業短期大学が以下の学科体制で開学[注 1]。
    - 電子工学科 入学定員80名[10]
- 1962年
  - 4月1日 - 電気科を増設[11]。
  - 同 - 最後の学生受入れとなる。
- 1965年
  - 3月31日 - 短期大学としての使命を終える[12]。

## 基礎データ

### 所在地
- 広島県佐伯郡五日市町大字三宅725[1]

### 年度別学生数内容[注 2]
| -        | 電子工学科 | 電気科   | 出典   |
| -------- | ---------- | -------- | ------ |
| 入学定員 | 80         | 80       | -      |
| 総定員   | 160        | 160      | -      |
| 1961年   | 男113 女3  | -        | [ 13 ] |
| 1962年   | 男194 女9  | 男64 女2 | [ 14 ] |
| 1963年   | 男57 女4   | 男33 女2 | [ 15 ] |
| 1964年   | -          | -        | [ 16 ] |

## 教育および研究

### 組織

#### 学科[11]
- 電子工学科 入学定員80名
- 電気科 入学定員80名

#### 専攻科
- なし

#### 別科
- なし

## 大学関係者と組織

### 大学関係者
- 鶴襄：本短大の学長に就任[9]。

### 大学関係者組織
- 広島工業短期大学の同窓会は広島工業大学同窓会を参照。

## 対外関係

### 系列校
- 附属学校の欄を参照。

## 附属学校
- かつて、広島工業短期大学附属中学校・広島工業短期大学附属工業高等学校を擁していた[7]

## 関連サイト
- 沿革|広島工大について